# Étienne de Toucy
Étienne de Toucy, né vers 1095 et mort le 26 mai 1162, est un religieux français du début du XIIe siècle, issu de la famille de Toucy, qui fut le fondateur de l'abbaye de Reigny ainsi que le premier abbé de 1128 jusqu'à sa mort en 1162.

## Biographie
Il est le fils de Narjot Ier de Toucy, seigneur de Toucy, et de son épouse Ermengarde de Cravant, et donc le frère d'Ithier III de Toucy qui décède durant la deuxième croisade. 
Il est tout d'abord moine à l'abbaye de Clairvaux où il se fait remarquer par Saint Bernard. Ce dernier l'envoie en 1128 prendre la tête d'un petit groupe de religieux installé sur les bords de la Cure et qui venaient de rejoindre l'ordre cistercien.
Étienne fonde ainsi l'abbaye de Reigny sous l'autorité de Bernard de Clairvaux et en devient le premier abbé.
Il meurt le 26 mai 1162.